# Mezőmadaras
Mezőmadaras (románul Mădăraș) falu Romániában Maros megyében, Mezőmadaras község központja. A falu a Maros és a Komlód-patak közti dombság névadó községe. 2004 előtt Mezőbánd községhez tartozott.

## Fekvése
Maros megyében, Marosvásárhelytől 20 km-re északnyugatra fekszik, az Erdélyi Mezőség és a történelmi Székelyföld metszésövezetében, az ún. Székely Mezőségen. 2004-től ismét önálló község. Megközelíthetősége: Marosvásárhelyről Mezőpaniton és Harcón át. Más útvonalon: Mezőbándtól 7 kilométerre fekszik.

## Története
Területe ősidők óta lakott. A falu határában római emlékeket találtak. A Feketén az ún. Öregben állt egykor Feketefalu temploma. 1708-ban határában a Megyespad nevű helyen ütköztek meg a Nyúzó Mihály kapitány vezette kurucok a labancokkal. A Vásárostetőn egykor híres vásárokat tartottak. 1910-ben 2935 lakosából 1712 magyar, 1133 román, 83 cigány és 7 német. A trianoni békeszerződésig Maros-Torda vármegye Marosi alsó járásához tartozott. 1992-ben 1282 lakosából 1009 magyar, 176 cigány és 97 román volt.

## Látnivalók
- Református temploma 1804-ben épült az ekkor lebontott régi templom köveiből amely román kori volt. A templom tornya 1871-ben ledőlt, 1872-ben újat kellett építeni. A falunak ortodox temploma is van.
- A falu közepén állt az iktári Bethlen család kúriája, melynek utolsó tulajdonosa az Orbán család volt. Kertjében temették el Orbán Károly 48-as főhadnagyot, Bem hadsegédét.
- A Komlód-patak közelében sóskútja van, határában több iszapvulkán is működik. Egykor a falu közepén is tört fel ilyen forrás.

## Híres emberek
- Itt született 1816-ban Pataky Pál székelyudvarhelyi református tanár, Bem segédorvosa.
- Itt született 1888. július 6-án Orbán Károly a Szoboszlay Aladár vezette mozgalom egyik résztvevője. Kivégezték 1958. szeptember 1-jén Temesváron.
- Itt született 1924. május 15-én Szekeres István erdélyi magyar református lelkész, egyházi író, elhunyt 1999. október 7-én, Sepsiszentgyörgyön.

## Nevezetessége: a Mezőmadaras nevű meteorit
A mezőmadarasi meteorit 1852. szeptember 4-én hullott. Bejutott a világ nagy gyűjteményeibe. Mikor az 1960-as években az amerikai űrkutatás készült a holdkőzetek fogadására, összegezték az addig gyűjtött ismereteket a kondritos meteoritokról. Ebben a munkában a Mezőmadarasit is fölhasználták. (A meteoritikában az eseményt jelöli a név: általában egy község vagy város neve, ahol a hullás történt.)
A meteoritokat ma három nagy anyagtípusba sorolva csoportosítják: kő-, kő-vas- és vasmeteoritokként. Ezek közül a kőmeteoritok két részre bonthatók, kondritokra és akondritokra. (Az akondritokban már nincsenek kondrumok.) A kondritok tizedmilliméterestől a centiméteres méretig terjedő nagyságú kicsiny gömböket, görögül kondrumokat (=magokat) tartalmazó meteoritok, s a kondritok ezekről kapták nevüket.
A kondritok a hullott meteoritok körében 85%-ot tesznek ki. Közöttük az igen ősinek tartott szenes kondritok csak néhány százaléknyi csoportot alkotnak, mert könnyen málló, elmorzsolódó anyagúak, s hulláskor többségük széttöredezik apró darabokra. Ilyen a Magyarországon hullott híres kabai meteorit is, amely azonban szép alakú, a légkörön való áthaladás nyomait olvadéksugarakkal lesimított, sugarasan-kúposan mintázott – ablatált – felületén is magán viselő darab.
A mezőmadarasi meteorit a kondritok közé tartozik. Érdekessége a viszonylag nagy széntartalma.